# Livet om Bord paa Keiserskibet "Czarewna"
Livet om Bord paa Keiserskibet "Czarewna" er en dansk dokumentarisk optagelse fra 1912 produceret af Biorama. Filmen havde dansk premiere den 11. september 1912 i Bioramas egen biograf, også kaldet Biorama. 
Filmen blev også vist ved en særforestilling ombord på den kejserlige yacht Czarewna i overværelse af kejserinde (zarina) Marija Fjodorovna (i Danmark kendt som Kejserinde Dagmar).

## Handling
Hvorledes livet foregår på de russiske kejserskibe.